# 伊丽莎白皮尔 (日托米尔州)
伊丽莎白皮尔（烏克蘭語：Єлизаветпіль），是烏克蘭北部日托米爾州茲維亞赫爾區巴拉什市镇内的村庄，面積0.08平方公里，海拔高度225米，2001年人口4，人口密度每平方公里50.63人。